# 西秀区
西秀区（せいしゅう-く）は中華人民共和国貴州省安順市に位置する市轄区。

## 行政区画
下部に8街道、10鎮、2郷、5民族郷を管轄する。
- 街道
  - 南街街道、東街街道、西街街道、北街街道、東関街道、華西街道、西航街道、新安街道
- 鎮
  - 宋旗鎮、么舗鎮、寧谷鎮、竜宮鎮、双堡鎮、大西橋鎮、七眼橋鎮、蔡官鎮、轎子山鎮、旧州鎮
- 郷
  - 東屯郷、劉官郷
- 民族郷
  - 新場プイ族ミャオ族郷、岩臘ミャオ族プイ族郷、鶏場プイ族ミャオ族郷、楊武プイ族ミャオ族郷、黄臘プイ族ミャオ族郷

## 交通

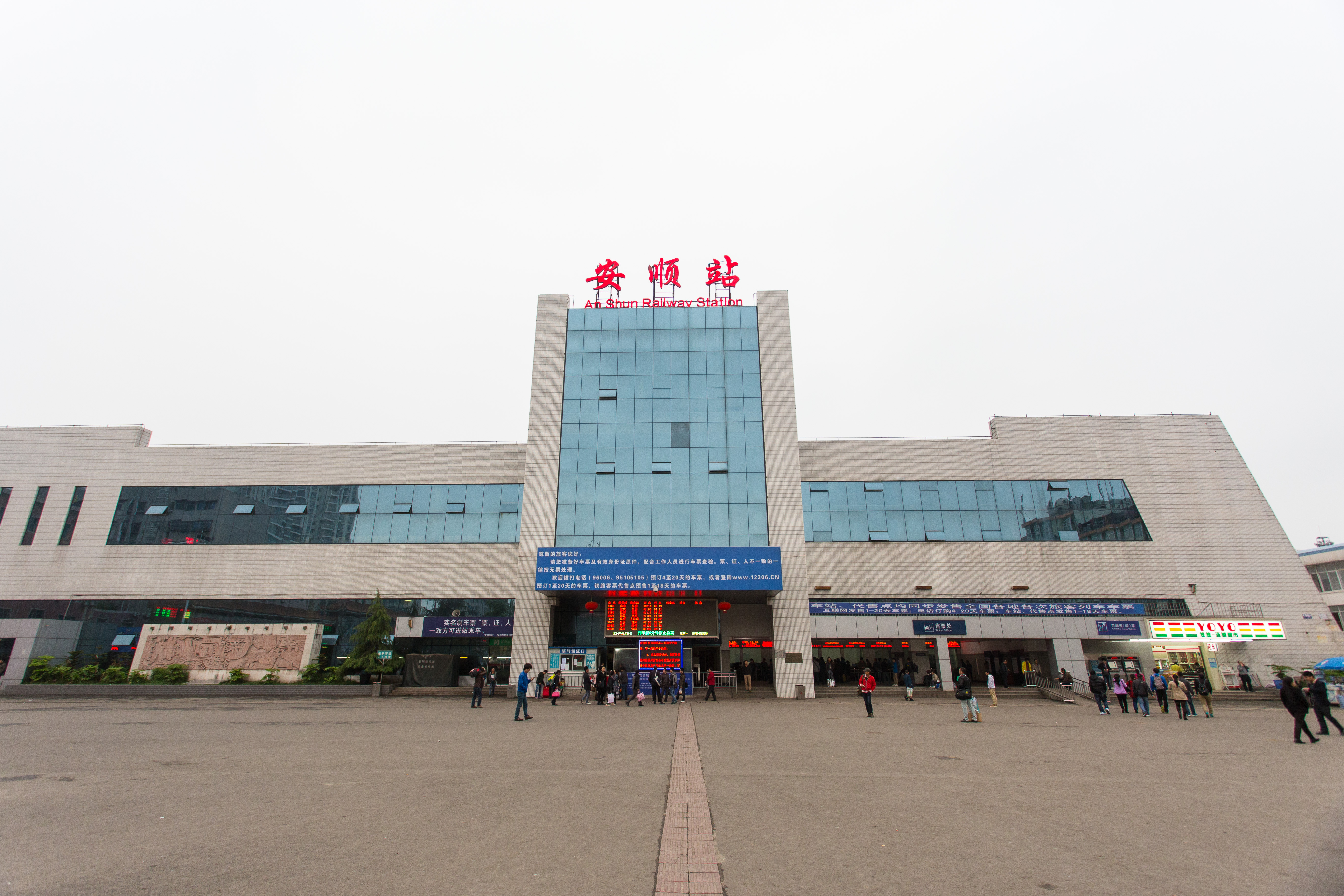
安順駅

### 航空
- 安順黄果樹空港（中国語版）

### 鉄道
- 中国鉄路総公司
  - 滬昆旅客専用線

（昆明方面）- 安順西駅 -（貴陽方面）
  - 滬昆線

（昆明方面）- 么舗駅 - 安順駅 - 両所屯駅 - 七眼橋駅 -（貴陽方面）

### 道路

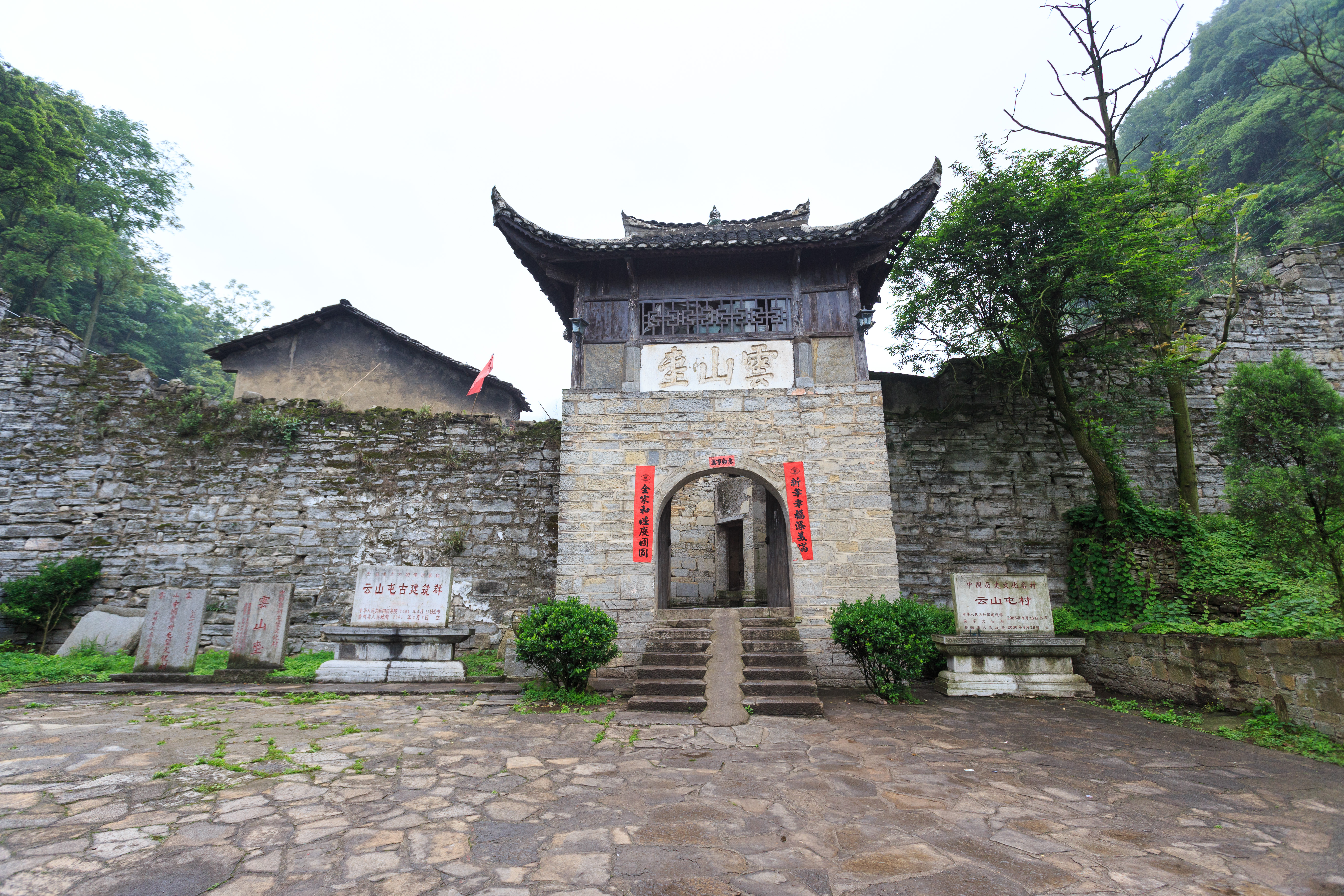
雲山屯古建物群・東門

- 高速道路
  - 滬昆高速道路
  - S55 遵望高速道路
  - S86 普安高速道路
  - S89 花安高速道路
- 国道
  - G320国道